# Bernd Fischer (MfS-Mitarbeiter)
Bernd Fischer (* 20. Mai 1940 in Chemnitz; † 19. April 2018) war ein Oberst des Ministeriums für Staatssicherheit (MfS) der Deutschen Demokratischen Republik (DDR). Er war von 1987 bis 1990 Leiter der Abteilung I der Hauptverwaltung A (HVA), des Auslandsnachrichtendienstes der DDR, zuständig für den „Staatsapparat der Bundesrepublik Deutschland“.

## Leben
Nach dem Abschluss der Oberschule und einer Ausbildung zum Kraftfahrer besuchte Fischer eine Arbeiter-und-Bauern-Fakultät und legte 1958 das Abitur ab. 1957 wurde er Mitglied der Sozialistischen Einheitspartei Deutschlands (SED). Bis 1965 studierte er Staatswissenschaften am Institut für Internationale Beziehungen in Moskau und legte das Diplom ab.
1965 wurde Fischer vom MfS eingestellt und wurde Mitarbeiter der HVA-Abteilung III, zuständig für „legal abgedeckte Residenturen“. 1979 wurde Fischer stellvertretender Abteilungsleiter, 1984 erster stellvertretender Abteilungsleiter und Oberst. 1984/85 absolvierte er einen Lehrgang am Institut für marxistisch-leninistische Weiterbildung des Ministeriums des Innern (MdI) der DDR und wurde 1987 Leiter der HVA-Abteilung I, zuständig für den „Staatsapparat der Bundesrepublik Deutschland“.
Nach der Wende und der friedlichen Revolution in der DDR war Fischer leitender Mitarbeiter der Gruppe zur Auflösung der HVA und war hier für die systematische Vernichtung einer Vielzahl von MfS-Akten verantwortlich. Am Tag der Deutschen Wiedervereinigung wurde er in Berlin wegen des „Verdachts auf geheimdienstliche Agententätigkeit“ festgenommen, kam aber schnell wieder frei.
Später war er zeitweise in einer Anwaltskanzlei beschäftigt.
Fischer gehörte zu den ständigen Autoren der kommunistisch-sozialistischen Monatsschrift RotFuchs.

## Veröffentlichungen
- Als Diplomat mit zwei Berufen. Die DDR-Aufklärung in der Dritten Welt. (= Geschichte der HV A. Band 4). Edition Ost, Berlin 2009, ISBN 978-3-360-01802-1. (Vorwort von Werner Großmann)
- Der große Bruder. Wie die Geheimdienste der DDR und der UdSSR zusammenarbeiteten. (= Geschichte der HV A. Band 7). Edition Ost, Berlin 2012, ISBN 978-3-360-01839-7.
- Das Ende der HV A. Die Abwicklung der DDR-Auslandsaufklärung. (= Geschichte der HV A. Band 8). Edition Ost, Berlin 2012, ISBN 978-3-360-01855-7.